# 集団墓地

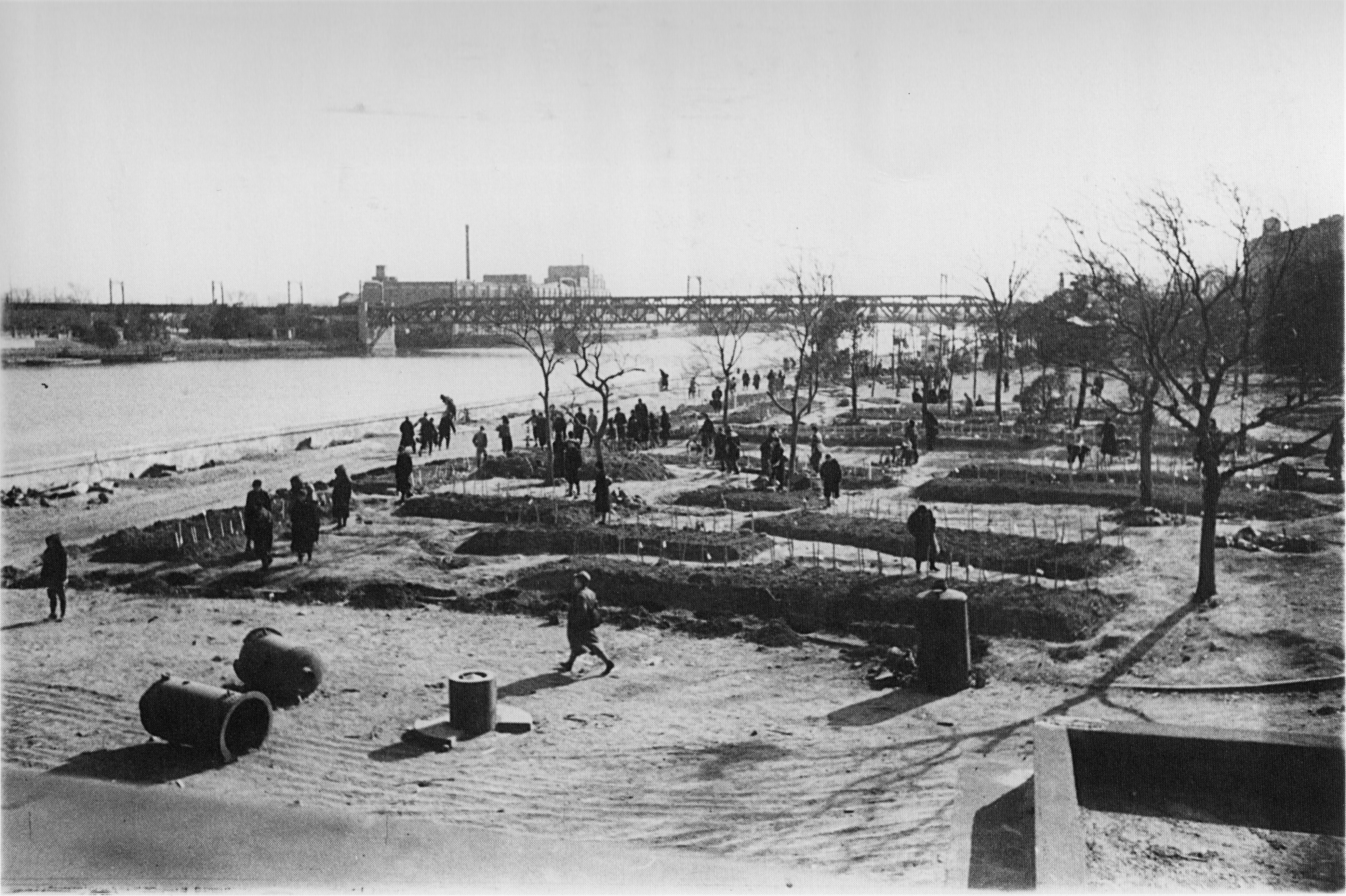
東京大空襲（1945年）による死者を集めた隅田川浅草側の仮埋葬地。その後、関東大震災（1923年）の遺体とともに東京都慰霊堂に合祀された。

集団墓地（しゅうだんぼち）とは、個人一人一人を埋葬したものではなく、一まとめにして葬る様式で、特に個人が識別不能な状態となっている墓地。ジェノサイド（大量虐殺）などの犠牲者を秘密裏に埋め、墓地であることを隠蔽する場合も含む。

## 概要
近代以降の文明地域の多くでは一般的に、死者に対して何らかの形で葬儀を執り行い、遺体を棺に入れて密封するか、火葬などにする。これは死者の尊厳に敬意を示す行為であると同時に、遺体からの感染症・害虫発生や腐敗による悪影響を防ぎ、衛生を保持する目的がある。
平時では死者の発生ペースが緩やかであるが、致死性感染症のパンデミックや大規模な災害、戦争、ジェノサイドなどで一時に大量の死者が出ると、個々人を丁重に弔って埋葬する余裕がなくなる。また戦争やジェノサイドでは、殺害する側が犠牲者を憎悪してその尊厳を蹂躙したり、加害の痕跡を消し去ろうとしたりする場合も多い。こうした非常時では、多数の遺体を地面に掘られた大きな穴に一まとめに投げ込んで埋めてしまうなど、乱暴な扱われ方となる。これらが一般に言うところの集団墓地である。
近代以前では非常時でなくとも、庶民や貧困層は一人ずつ埋葬されないこともあった。欧州や地中海世界などのカタコンベ（カタコンブ）は、遺体が洞窟内に安置されると、時間が経つごとに骨と皮だけになり、最後には骨格が残る。この頃には既に故人を知るものもいなくなるため、その骨は回収され一まとめにされる。これは埋葬場所が限られるため、新しい死者のために場所を空けるという意味も在るが、集められた骨は一まとめにされながらも、祖霊信仰のような先祖に対する敬意が払われるのが常である。
なお、無縁仏などのように身元不明で引き取り手のない遺体を埋葬する場合には、既存の無縁墓地にまとめて埋葬される場合もある。しかしこれは「集合墓地」とも呼べる様式で、集団墓地とはややニュアンスが異なる。また、集合住宅（マンションなど）のように、細かく仕切られた埋葬場所に各々の遺骨を収納する様式も集合墓地であり、集団墓地とは区別される。

## 集団墓地の形成とその要因
集団墓地は、その形成の理由が上で述べたとおり様々である。以下に、その各々の原因による違いを述べる。なおこれらは、当時にしてみれば致し方ない事情というのもあるが、その扱いが人道や道徳などの観点から後年になって社会問題視される場合も在る。
これが後年に発見され、こと乱雑に投げ込まれた状態で遺体が葬られていた場合などには、遺体の着衣や僅かばかりの所持品しか手掛かりがなく、もはや個人を識別するすべもない。この場合において、後年になって調査の対象となったり集団墓地の上に合同の慰霊碑が設置される場合もある。

### 伝染病
伝染病でも、極めて感染性が高く死亡率も高いもの（ペストやコレラなど）などでは、都市部を中心に爆発的な感染を見せ、都市周辺部の墓所は飽和化する。加えて、遺体処置が不十分であった場合には、更にそこから病原体が撒き散らされるなど、被害を拡大させる要因ともなった。このため被害拡大の抑止策として取り急ぎ遺体を処分する必要が出る訳だが、あまりに被害が大きいと、この集団墓地に頼らざるを得なくなる。

### 災害
災害に於いて、地震や津波などの避難するまもなく大規模な破壊が発生した場合などに、遺体が埋葬したり保存する能力の限界を超え出てしまう場合がある。これらも適正に処分されなければ、衛生面の問題が発生しうる。このため、やむなく集団墓地が利用される場合がある。
場合によっては被災直後に集団で埋葬されながらも、その各々が識別可能な情報が付与され、合成樹脂製の丈夫な遺体収納袋に入れられたまま埋められる場合もある。この場合は後年になって社会が復興したあかつきに掘り返して身元を確認・改めて個人が識別され、その各々で埋葬されなおす場合もある。

### 戦争・ジェノサイド

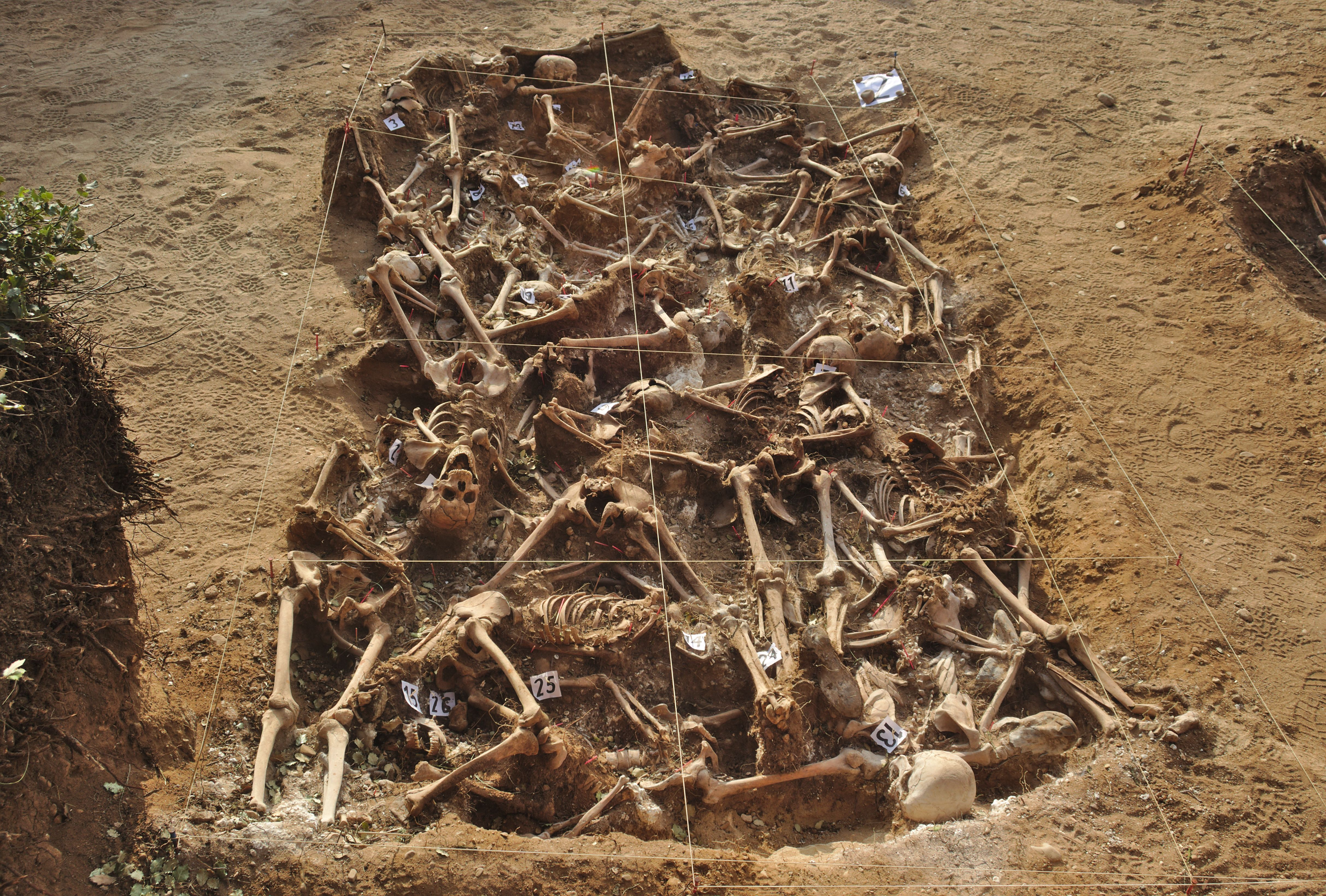
1936年のスペイン内戦における犠牲者26人の集団墓地（2014年発掘）

古戦場に始まり、第一次・第二次世界大戦等における激戦地域、ユダヤ人迫害やシベリア抑留、南京事件等、第二次大戦以降の民族紛争などにおけるジェノサイドなどにおいても、しばしばこういった集団墓地が作られる。
ことイラクなどでは化学兵器が使用され、村落がまとめて全滅するなどの被害も発生、往来や家屋内で毒ガスにより死亡した遺体が放置され、これをわずかに生き残った住民や縁者らが処理せざるをえず、やむなく集団で葬ったり、あるいは化学兵器使用の事実を隠蔽するため、兵器を使用した軍隊自身によっても遺体の処分に重機などで穴を掘ってそこにまとめて埋めることが行われた。
シリア内戦やそれに先立つ国民への弾圧では、2024年12月のアサド政権の崩壊後に犠牲者の集団墓地が発見されている。
世界大戦よりは軍隊が大規模に組織化された一方、大量殺戮が可能な兵器（いわゆる大量破壊兵器）が発達したこともあって、激戦地域においては短時間の戦闘で、膨大な死傷者が出ることも珍しくは無くなった。こういった戦場では、余りの膨大な遺体の数にやむなく集団墓地が形成される。また古くは戦闘後に戦死者を輸送する手段が乏しかったこともあり、その場にまとめて葬られることもあった。これらでは戦闘に参加したことまでは確認できるものの帰還しなかった兵士の名が連なることもあるが、しばしば名前すらも記録に残っていない場合もあり、無記名でまとめて葬る形態の集団墓地となる。こういった墓地は無名戦士の墓とよばれ、その地で死んだ兵士をまとめて祀る。なお、無名戦士の墓は直接的な埋葬場所以外にも、戦争当事国の国内に慰霊碑が設けられ、こちらは埋葬跡ではないものの、まとめて死者の霊を慰めるものとなっている。

### 貧困
アメリカ合衆国ニューヨーク市の沖合にあるハート島は、島全体が集団墓地となっており、ニューヨーク州で亡くなった身寄りのない貧困者、葬儀を行えない者などの遺体が150体単位で埋葬されている。1869年以来、約150年間で100万人以上が葬られている。